# Drakčići
Drakčići (cyr. Дракчићи) – wieś w Serbii, w okręgu raskim, w mieście Kraljevo. W 2011 roku liczyła 627 mieszkańców.